# La Mixteca
La Mixteca (en mixtec, Ñuu Savi; pronunciació: [ˈɲuu ˈsaβi]) és una zona cultural, econòmica i política compartida pels estats de Puebla, Guerrero i Oaxaca al sud de Mèxic. Està poblada històricament pels pobles de la gran família amuzgo-mixtecana, constituïda pels amuzgos, cuicatecs, mixteqies i triquis.
La Mixteca abasta una superfície aproximada de 35.000 quilòmetres quadrats, on convergeixen l'Eix Neovolcànic i la Sierra Madre del Sud.

## Història

### Període Clàssic

#### Estil ñuiñe
A la Mixteca Baixa s'ha reconegut un estil artístic artesanal basat en troballes per Alfonso Caso i John Paddock. Aquest últim ho va denominar com a «estil ñuiñe» en 1965. El nom de l'estil es basa en el vocable mixtec Ñuu I'ni (Terra Calenta) que designa a la Mixteca Baixa en la llengua mixteca.
La cultura ñuiñe va florir en el Període Clàssic, entre 400 i 700 DC. Elements de la cultura ñuiñe s'han trobat en el sud de l'Estat de Puebla i el nord-oest de l'Estat d'Oaxaca, en les següents localitats: El Cerro de la Minas (Huajuapan), Diquiyú, Tequixtepec, Huamelulpan, Muntanya Negra i Cuthá, entre d'altres.

#### Monte Albán i la Tomba 7
La zona arqueològica de Muonte Albán va ser fundada pels zapoteques al Període Clàssic, però els mixtecos van reutilitzar aquest complex religiós centenars d'anys després que els zapotecos l'hagin abandonat, en el Període Clàssic. El 9 de gener de 1932, l'arqueòleg mexicà Alfonso Caso va descobrir el tresor de la Tomba 7, una construcció funerària que inclou objectes de fang, ònix, cristall, os polit, jade i petxines de mar. A més, el tresor inclou les peces d'or més impressionants de Mesoamèrica, confirmant així l'alt nivell de l'orfebreria mixteca.

#### Mitla
La segona zona arqueològica més important dels mixtecos és la de Mitla, Oaxaca. El nom Mitla prové del vocable nahuatl Mictlan, que significa "lloc dels morts". Les primeres excavacions modernes del lloc van ser fetes per Alfonso Caso i Daniel F. Rubín de la Barbolla el 1934 i 1935.
Mitla va ser establert inicialment pels zapoteques, però els mixtequs van dominar la zona des de l'any 1000 DC fins a 1200 DC, a pesar que la població va continuar sent zapoteca fins avui. Avui dia, les ruïnes que encara estan en peu són d'origen mixteco. Hi ha diverses columnes, dues places públiques, tombes i decoracions geomètriques, tot fet de pedra i estuc. Les decoracions tenen grecas i formes geomètriques que al·ludeixen a elements de la naturalesa.

### Període postclàssic

#### Estil Mixteca-Puebla
El complex arqueològic Mixteca-Puebla es va desenvolupar al Període postclàssic Tardà en el que és avui Puebla, Tlaxcala i Oaxaca. L'estil es caracteritza pel fang policromat estil còdex. Encara que les troballes s'han concentrat en zones on es parla el náhuatl, també s'han trobat a Acatlán i Chinantla, de la cultura mixteca. La iconografia del fang policromat de l'estil Mixteca-Pobla s'assembla al dels còdexs mixtecos i als còdexs del Grup Borgia, de fet, es considera que tots els còdexs prehispànics mixtecos que han sobreviscut pertanyen a l'estil Mixteca-Puebla.

#### Còdexs mixtecos prehispànics
Dels 16 còdexs prehispànics que han sobreviscut a Amèrica, cinc són mixtecos:
- Còdex Bodley (també conegut com a Còdex Añute).
- Còdex Colombí-Becker.
- Còdex Nuttall.
- Codex Vindobonensis Mexicanus I.
- Còdex Selden (conclòs en el segle xvi).

A més, encara que no s'hagi identificat el lloc d'origen dels còdexs del grup Borgia, és clar que, de no ser mixtecos, almenys tenen influència mixteca.
- El Còdex Borgia, al qual deu el seu nom el grup.
- El Còdex Cospi.
- El Còdex Fejérváry-Mayer.
- El Còdex Laud.
- El Còdex Vaticanus B.

## La formació de la Terra
La Mixteca és una zona de grans contrastos. Com s'ha dit, està marcada per la presència de la Sierra Madre del Sud i el Eix Neovolcànic, que assenyala el seu límit nord. A l'orient, assenyalen els seus límits la canyada de Cuicatlán, les Valls Centrals d'Oaxaca i la regió chatina. Al ponent, la Mixteca acaba en les serres que limiten les valls morelenses i la regió central de l'estat de Guerrero. El seu límit sud està constituït per les costes del oceà Pacífic. A causa de la presència de grans cadenes muntanyenques, la Mixteca no es caracteritza per la planitud dels seus sòls, sinó al contrari, presenta notables accidents que fan complicada la seva topografia i les comunicacions de la regió amb la resta del país.
A causa de les diferents altituds que aconsegueix el terreny, la Mixteca se subdivideix en tres àrees ecològiques:
- Mixteca Baixa (Ñuu I'ni): correspon a la zona nord-oest de l'estat d'Oaxaca i el sud-oest de Pobla.
- Mixteca Alta (Ñuu Savi Sukun): abasta el nord-est de Guerrero i l'oest d'Oaxaca.
- Mixteca de la Costa (Ñuu Andivi): correspon a la Costa Chica, que al seu torn és compartida pels estats de Guerrero i Oaxaca.

La regió de la mixteca se situa al Nord-oest de la ciutat d'Oaxaca, confina amb els estats de Puebla i Guerrero, amb la Regió de la Canyada. Els mixtecos van formar una de les civilitzacions de major importància a Mesoamèrica que després de la conquesta va formar un híbrid entre l'autòcton i l'europeu.
La Mixteca Oaxaqueña té paisatges com són la Llacuna Encantada de Tecomaxtlahuaca, les cascades de Santiago Apoala, les penyes i el canó que acompanyen al riu que travessa la regió. A més, compta amb activitats culturals com són els menjars en les festes patronals que compta amb platerets típics com és el brou de calderes i la barbacoa de xai i el famós pozole mixtec. Prenent la Ruta dels Dominics és poden visitar els convents i temples dominics en estil virregnal que ofereixen cent deu parròquies i temples construïts en forma escalonada al llarg del Camí ral.
És com un rosari de convents i altres estructures antigues, però hi destaca el convent de Santo Domingo Yanhuitlán que està com a 70 quilòmetres de la Ciutat d'Oaxaca i el seu nom significa en náhuatl «Terra Nova». Arquitectònicament sembla ser el més important de tots els temples d'Oaxaca, perquè és d'estil barroc, amb dues capelles de granesd famoses: la del Rosari i la de Sto. Diumenge. En el cor es diu que hi ha un òrgan tubular decorat amb entrelazos i elements vegetals daurats.
Situat a 27km de Yanhuitlán es troba Teposcoloula que està integrat per una capella oberta, el temple i la casa conventual o claustre. La capella oberta o d'indis és el màxim orgull de Teposcolula, per la construcció amb idees gòtiques i renaixentistes.
A 33 km de Teposcolula sobre una vall es troba San Juan Bautista Coixtlahuaca, construït en l'estil de l'art "tequitqui", hi ha una obra escultòrica d'origen indígena que té superfícies planes i vores tallants, però encara no familiaritzats amb l'obra europea tridimensional. La capella oberta està dedicada a San Juan Bautista, és la construccions més important pels acabats sofisticats d'una volta de pedra.

## Cultura
A la Mixteca es parlen idiomes mútuament inintel·ligibles pertanyents a la gran família amuzgo-mixtecana, una de les branques de les llengües otomang. Els quatre grups lingüístics de la Mixteca són el amuzgo, el cuicateco, el mixteco i el triqui. Els habitants de La Mixteca es denominen a si mateixos na savi o na'ivi davi (gent de pluja), però comunament són coneguts com mixteques. Els estudis arqueològics d'aquesta cultura en van registrar la presència a la vall de Nochixtlán en la Mixteca Alta, aproximadament 7000 anys A. de C.
L'organització política i social dels senyorius mixtecos va deixar una marca cultural identificable a regnes com Acatlán, Achiutla, Huajuapan, Teozacoalco, Tilantongo, Tlaxiaco, Tututepec, entre d'altres, que van ser distribuïts de manera estratègica en l'ampli territori mixtec.
La vestimenta dels pobles originaris de La Mixteca és variada. Avui dia el huipil tradicional encara es fabrica entre els amuzgos, els triquis i en diverses comunitats mixtecas (Metlatónoc, Yucunicoco, Yucuhiti, Santa María Zacatepec, Cuquila, San Miguel del Progrés i Jamiltepec. Les dones també fan bruses tradicionals a Santiago Taronges i Tijaltepec. A diverses comunitats també teixeixen embolics que es poden usar amb un huipil. A la Mixteca de la Costa són famosos els embolics tenyits amb caragol, grana i añil, portats tradicionalment sense cobrir el tors.
La vestimenta tradicional dels homes són els calçons i camisa de manta introduïts pels espanyols. La comunitat de Santa María Zacatepec és un dels últims llocs de Mèxic on encara es distingeix la influència del taparrabo prehispànic en la fabricació dels calçons. En aquesta comunitat la vestimenta dels homes està brodada amb motius zoomorfs acolorits. Una altra comunitat on l'home es distingeix per una roba acolorida és Ixtayutla, perquè tenyeixen els calçons i la camisa de manta de blau marí.